# Villafranca de Ebro

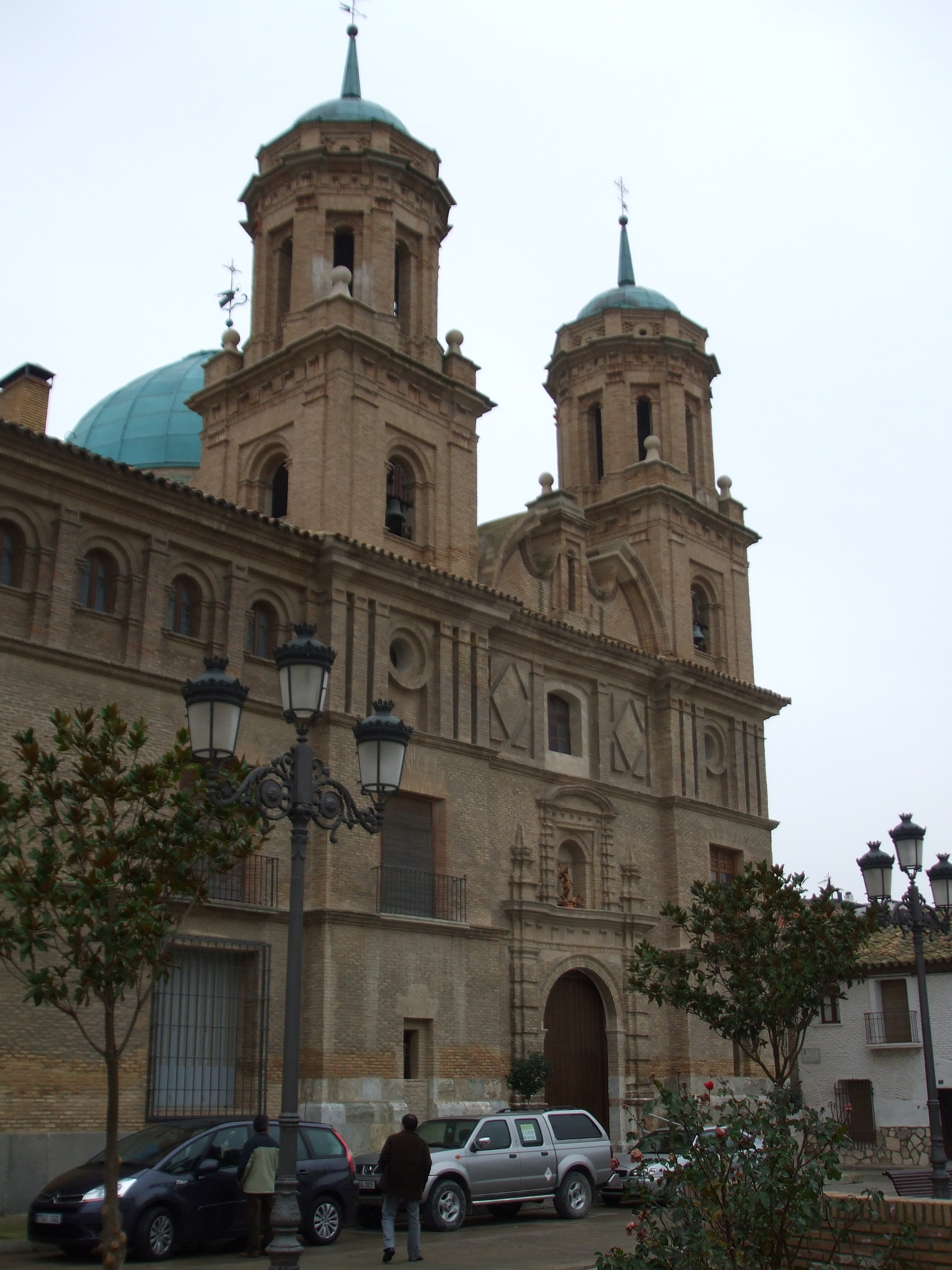
Iglesia de San Miguel Arcángel

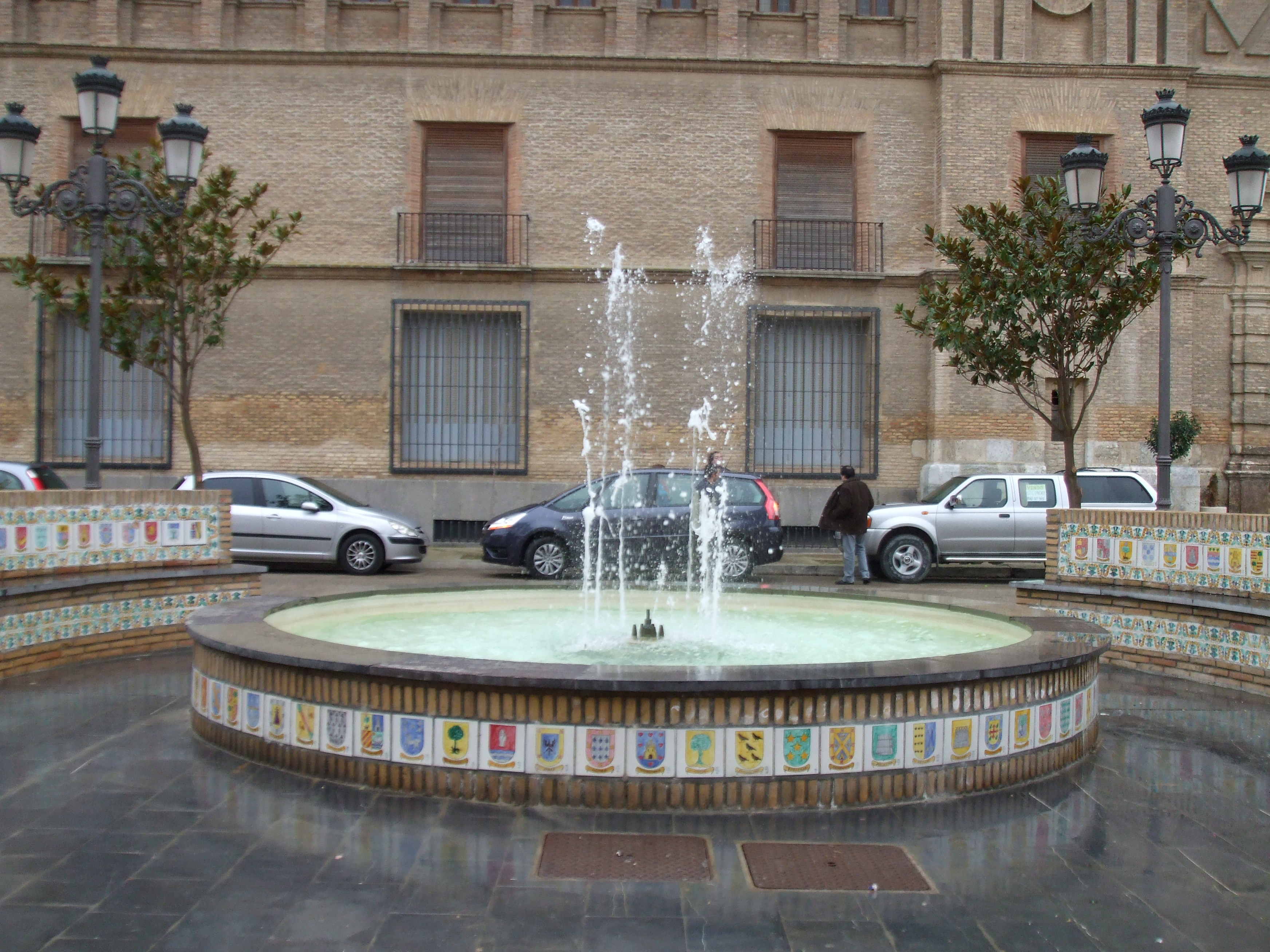
Fuente y Palacio del Marqués

Villafranca de Ebro es una villa, localidad y municipio español de la provincia de Zaragoza, perteneciente a la Comarca Central y a la Mancomunidad Ribera Izquierda del Ebro (Aragón).

## Geografía
Integrado en la Comarca Central de Aragón, se encuentra situado a 27 kilómetros de la capital provincial. El término municipal está atravesado por la autopista AP-2 y por la carretera N-2 en el pK 345 y entre el 347 y 348. Además, la autovía ARA-A1 permite la comunicación con la N-232. 
El relieve presenta dos zonas diferenciadas. Una de ellas está caracterizado por la vega del río Ebro, que discurre por el sur del municipio formando un meandro. La otra parte del territorio se adentra hacia el norte, donde se encuentra una zona más irregular y elevada que asciende hasta los 345 metros (Monte Viejo), cerca de la comarca de Los Monegros. El pueblo se alza a 176 metros sobre el nivel del mar. 
| Noroeste: Alfajarín        | Norte: Alfajarín y Farlete | Noreste: Monegrillo                |
| Oeste: Nuez de Ebro        |                            | Este: Pina de Ebro y Osera de Ebro |
| Suroeste: El Burgo de Ebro | Sur: Fuentes de Ebro       | Sureste: Osera de Ebero            |

## Historia
Villafranca está situada en el antiguo territorio de los Sedetanos. De esta época no se tienen registros de población . De la época Romana solo se tiene constancia de la existencia de una Villa que contaba con granjas y tierras, además de una cantidad considerable de esclavos, de esta Villa solo se ha encontrado un busto. Durante las invasiones bárbaras la zona se mantuvo deshabilitada. Durante el dominio Musulmán se construyó una fortaleza, de la que hoy en día quedan restos, para apoyar la protección al Castillo de Alfajarín. A los pies del castillo se creó un pequeño poblado. Con la reconquista se fundó la actual Villafranca. 
En 1379 Villafranca fue arrasada y tomada por Lope Ximénez. Villafranca pertenecería a los Cornel hasta 1437, cuando Juan Mur compra la Baronía.
En 1808 , los vecinos de Villafranca formaron una unidad de 110 hombres para combatir a los franceses. Es en Villafranca donde se produciría el encuentro entre Palafox, el Tío Jorge y Lorenzo Calvo de Rozas. 
En 1833 durante las guerras carlistas, las tropas carlistas de voluntarios riojanos intentaron tomar la localidad y asesinar a las mujeres y niños del pueblo.
Durante la guerra civil, en el pueblo se establece un fuerte contingente de soldados nacionales. Villafranca fue uno de los únicos pueblos donde no se llevó a cabo ningún tipo de represalia política gracias a que Mosén Sixto Gambau párroco del pueblo y el capitán de la unidad militar que había en Villafranca rompieron la lista de personas a represaliar. Se conoce que las tropas republicanas incendiaron la iglesia de San Miguel y entonces una vecina cogió todas las imágenes religiosas que pudo y las escondió en un pozo, años después de la guerra se encontraron las imágenes. Una de las más valiosas imágenes es el Cristo Yacente que data del siglo XVIII.
Villafranca, con Osera de Ebro y Nuez de Ebro entre otros lugares, perteneció a la baronía de Alfajarín, que durante el siglo XIV perteneció a los Cornel. El apelativo franca se debe a las franquicias que le otorgó el 3 de noviembre de 1437 Alfonso V de Aragón, cuando Juan Mur compró la baronía de Alfajarín.
En 1468 la baronía pasa a manos de Gaspar de Ariño, fundador de la baronía independiente de Osera, en 1491. Al poco Villafranca pasa a los Villalpando-Funes, señores de la baronía de Quinto. Sus sucesores fueron desde 1626 Marqueses de Osera.
Durante la guerra civil (1936-1939) se quemaron las imágenes de  los santos de la iglesia de San Miguel en la plaza de España. Este hecho fue visto por un vecino que se negó a desvelar la identidad de las personas que perpetraron la quema, para evitar represalias políticas que pudieran sufrir.
Después del Concilio Vaticano II,  el párroco del pueblo mando quitar las antiquísimas rejerías y retablos de las capillas laterales debido a una mala interpretación del texto conciliar e intereses económicos. Muchos de los cuadros y retablos fueron vendidos a coleccionistas y otros particulares. Muchas de estas obras de arte están en Cataluña  y una de las rejas se encuentra en una casa particular de La Puebla de Alfindén. 
Juan Miguel Iñíguez y Eraso, infanzón zaragozano, es nombrado primer Marqués de Villafranca de Ebro por concesión de Felipe V de España en 1703.
El 15 de noviembre de 2024, sucedió un incendio en la residencia de mayores, causando la muerte de 10 personas.

## Demografía
Villafranca de Ebro cuenta con una población de 835 habitantes (INE 2024).
| Gráfica de evolución demográfica de Villafranca de Ebro entre 1842 y 2023                                           |
| |
| Población de derecho según los censos de población del INE Población de hecho según los censos de población del INE |

## Símbolos
De acuerdo con el Decreto 27/1997, de 19 de marzo, del Gobierno de Aragón
- Escudo: cuadrilongo, de base circular; un solo cuartel de gules, con una banda de plata, cargada de una alianza formada por dos manos, al natural, una de raza negra y otra de raza blanca y acompañada en jefe de un pino desarraigado, de oro y en punta de una iglesia también de oro, mazonada de sable; bordura de azur con tres crecientes contornados, de plata, dos en los cantones del jefe y uno en la punta. Al timbre, Corona Real cerrada del Escudo de España.
- Bandera: paño azul, de proporción 2/3, con cruz jironada roja y amarilla, y en su ángulo superior al asta un pino amarillo, y en el inferior una iglesia.

## Administración y política
El ayuntamiento se compone de 7 concejales. Cabe destacar que  Villafranca apenas ha tenido dos alcaldes socialistas, el PSOE no gobierna desde 2011. Este pueblo siempre ha tenido una gran presencia del Partido Aragonés que ha gobernado durante 16 años teniendo un total de 3 alcaldes aragonesistas, incluida la actual alcaldesa que pertenece a la escisión del PAR: Tú Aragón. El PP es la formación política que más años ha gobernado un total de 20 años y 3 alcaldes, eso sí el PP no gobierna desde 2007.
| Período   | Alcalde                         | Partido      |  |
| --------- | ------------------------------- | ------------ |  |
| 1979-1983 | Carmelo Fraile Bes              | PAR          |  |
| 1983-1987 | María del Carmen Postigo Gascón | CP           |  |
| 1987-1991 | Julio Fustero Gracia            | PSOE         |  |
| 1991-1995 | José Gascón Bay                 | PP           |  |
| 1995-1999 | Carmelo Bes Postigo             | PP           |  |
| 1999-2003 | Carmelo Bes Postigo             | PP           |  |
| 2003-2007 | Carmelo Bes Postigo             | PP           |  |
| 2007-2011 | José Antonio Moreno             | PSOE         |  |
| 2011-2015 | Roberto González Ansón          | PAR          |  |
| 2015-2019 | Roberto González Ansón          | PAR          |  |
| 2019-2023 | Volga Francisca Ramírez Gámiz   | Cs-Tú Aragón |  |
| 2023-2027 | Volga Francisca Ramírez Gámiz   | Cs-Tú Aragón |  |

| Partido político    | Partido político                                   | 1979   | 1983   | 1987   | 1991   | 1995   | 1999   | 2003   | 2007   | 2011   | 2015   | 2019   | 2023   |
| Partido político    | Partido político                                   | Ediles | Ediles | Ediles | Ediles | Ediles | Ediles | Ediles | Ediles | Ediles | Ediles | Ediles | Ediles |
|                     | Partido Aragonés (PAR)                             | —      | —      | —      | —      | —      | —      | 2      | 1      | 2      | 4      | 4      | —      |
|                     | Partido de los Socialistas de Aragón (PSOE-Aragón) | —      | —      | —      | —      | —      | —      | 1      | 3      | 3      | 1      | 2      | —      |
|                     | Partido Popular de Aragón (PP)                     | —      | —      | —      | —      | —      | —      | 4      | 3      | 1      | 1      | —      | 3      |
|                     | Compromiso con Aragón (CA)                         | —      | —      | —      | —      | —      | —      | —      | —      | —      | 1      | —      | —      |
|                     | Ciudadanos (CS)-Tú Aragón                          | —      | —      | —      | —      | —      | —      | —      | —      | —      | —      | 1      | 4      |
|                     | Independientes                                     | —      | —      | —      | —      | —      | —      | —      | —      | 1      | —      | —      | —      |
|                     | Chunta Aragonesista (CHA)                          | —      | —      | —      | —      | —      | —      | —      | 0      | —      | —      | —      | —      |
| Total de concejales | Total de concejales                                | —      | —      | —      | —      | —      | —      | 7      | 7      | 7      | 7      | 7      | 7      |

## Patrimonio
La mayoría del patrimonio histórico del pueblo se sitúa en la plaza de España. En ella está situado el Ayuntamiento. Ocupa su centro una fuente circular con dos bancos, que incorpora los escudos de cerámica de los apellidos de sus habitantes en 1999, al lado una gran palmera y varios árboles jóvenes. Frente al Ayuntamiento, y ocupando la mitad de la plaza, palacio del marqués de Villafranca de Ebro.
Ermita de San Martín
Se ubica en un alto en pleno corazón de los Monegros a unos 13 km del casco urbano de Villafranca. Esta Ermita data del siglo XVII y tiene componentes de la arquitectura aragonesa como el ladrillo rojo o el adobe. Desde la ermita se puede divisar el valle y la ribera baja del Ebro. La ermita es de una sola nave, cuenta con un pequeño altar donde hay una imagen de San Martín de Tours. 

### Palacio del marqués de Villafranca de Ebro
El palacio del marqués de Villafranca de Ebro, declarado Bien de Interés Cultural con categoría de Monumento. El expediente se incoó el 15 de marzo de 1982 y fue declarado por Real Decreto el 28 de julio de 1989 
De estilo barroco, fue mandado construir por Juan Miguel Iñíguez y Eraso sobre 1703, al ser nombrado primer marqués de Villafranca de Ebro. Encarga la construcción a Juan de la Marca.
Consta de un gran volumen central alargado, al que se adosa en la parte oriental varias dependencias secundarias (que ocupan toda la parte oriental de la plaza de España) y en la occidental la actual iglesia de San Miguel, inicialmente capilla privada del palacio y hoy parroquia del pueblo. El conjunto de tres pisos, en el inferior se abre una portada descentrada, en el segundo una serie de balcones y en el superior una galería de arquillos de medio punto doblados. Todo rematado con un alero volado. Está realizado en ladrillo, lo que le dota de gran homogeneidad y se abre a la plaza de España.
El palacio posee, en su parte de atrás, una gran huerta y jardines con gran variedad de especies arbóreas y un esbelto pino que se divisa desde todo el pueblo y desde la autopista.Tanto la huerta como el palacio y la iglesia, y los edificios adyacentes, forman parte del conjunto monumental.
Iglesia parroquial de San Miguel Arcángel
FACHADA Y EXTERIOR
La fachada de la iglesia continúa el esquema de la del palacio, aunque se encuentra flanqueada por dos torres cupuladas, unidas por un frontón curvo partido. Su planta consta de dos espacios diferenciados, una cabecera de planta centralizada y cubierta con cúpula y una pequeña nave de un tramo con capillas laterales y coro alto sobre el atrio de entrada. Las tres cúpulas son de color azul turquesa. 
RETABLO E INTERIOR DE LA IGLESIA
En su interior se conserva el Retablo Mayor, dedicado a San Miguel, de finales del siglo XVII. Este retablo es una de las joyas del barroco en Aragón, todas las pinturas son del pintor aragonés Vicente Bersdusán. La distribución del retablo es la siguiente: 
- En el centro del retablo se encuentra una gran pintura representando a San Miguel Arcángel derrotando a Satanás y a sus diablos.
- En el lado izquierdo dos pinturas más pequeñas que representan a San José con el Niño y la otra a San Francisco de Asís.
- En el lado derecho encontramos pinturas del mismo tamaño que las del lado izquierdo pero está vez representan a la mística Santa Teresa de Jesús y a San Antonio de Padua.
- Un componente curioso del retablo es un pequeño cartelón barroco coronado por la cabeza de un serafín donde se lee la siguiente inscripción en latín <<Quién como Dios>>  haciendo referencia al significado bíblico del nombre Miguel.
- Encima de este cartelón y coronando el conjunto pictórico encontramos una pintura representando el calvario con el crucificado en el medio y la Virgen y San Juan Evangelista a los lados.
- En la base del retablo encontramos dos peanas y el sagrario. En la peana del lado izquierdo hay una talla del Sagrado Corazón de Jesús con la inscripción "Reino en España", en el centro un sagrario de oro rematado por un crucifijo y en el lado derecho una talla de San José.
CAPILLAS LATERALES E IMAGINERÍA RELIGIOSA
En cada una de las bases de los pilares que sostienen la gran cúpula hay una capilla.   En estas capillas encontramos las tallas de Santa Bárbara, San Pedro de Verona, la Virgen del Pilar y un pequeño monumento eucarístico.
En las capillas laterales derechas hay tallas de San Roque y San Antonio de Padua.
En las capillas laterales izquierdas hay tallas de la Purísima Concepción, la Virgen del Carmen, Santa Clara y Santa María Magdalena además de un cuadro barroco representando a San Pedro de Verona.
Montes de Villafranca y Barrancos
El relieve del municipio se caracteriza por su agreste paisaje. Podemos encontrar también zonas de bosque de pinos en el barranco de San Julián. La fauna la componen aves como el milano, el águila culebrera, el mochuelo y el cuervo, mamíferos como el zorro, la cabra montesa y el jabalí. 
El barranco de San Julián es el más extenso, aquí hay una gran variedad de vegetación desértica y semidesértica.

## Fiestas patronales
- San Pedro de Verona del 29 de abril al 4 de mayo
- San Isidro Labrador 15 de mayo
- Santa Bárbara del 4 de diciembre al 8 de diciembre

Santa Bárbara
Comienzan entre el 3 y el 4 de diciembre con la chorizada como primer gran evento. Los encierros de reses bravas y los roscaderos son los actos que más gente reúne junto con la comida de la Vaca que se celebra el día 6 de diciembre. El día 4 se procesiona a la santa por las calles del pueblo, después se organiza un vermú en honor a la patrona.